# NGC 7071
NGC 7071 is een open sterrenhoop in het sterrenbeeld Zwaan. Het hemelobject werd op 19 september 1829 ontdekt door de Britse astronoom John Herschel.